# تسارع مدي

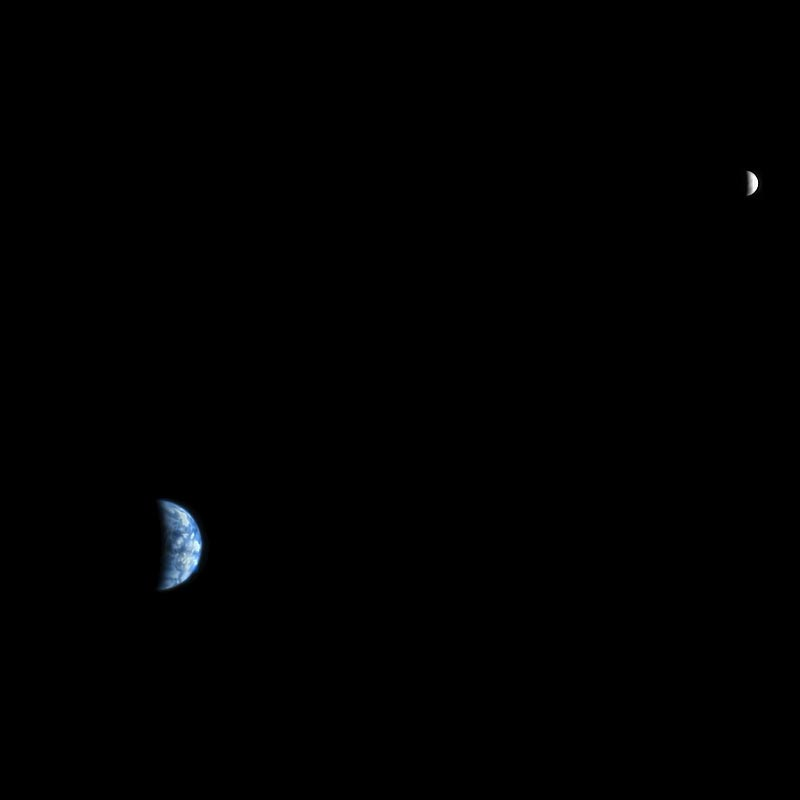
صورة للأرض والقمر من كوكب المريخ. وجود القمر (الذي يمتلك حوالي 1/81 من كتلة الأرض) يبطء دوران الأرض وتطويل اليوم بنحو 2 جزء من الثانية كل 100 سنة.

التسارع المدي هو تأثير قوى المد والجزر بين مدارات الأقمار الطبيعية (مثل القمر) والكوكب الرئيسي الذي يدور حوله (مثل الأرض). يؤدي التسارع إلى انسحاب تدريجي للأقمار الطبيعية نحو مدار في حركة تراجعية بعيدا عن الكوكب الرئيسي وفي المقابل تباطؤ في دوران الكوكب الأولي. هذه العملية تؤدي في نهاية المطاف إلى تقييد مدي، عادة ما يحدث للجسم الأصغر أولا، ثم الجسم الأكبر بعد ذلك. نظام الأرض والقمر هو أفضل قضية مدروسة.
عملية التباطؤ المدي المقابلة تحدث للأقمار الصناعية التي لها فترة مدارية أقصر من الفترة المدارية للجسم الرئيسي، أو التي تدور في الاتجاه الخلفي.
قد تكون التسمية مربكة بعض الشيء، لأن سرعة القمر الصناعي بالنسبة إلى الجسم الذي تدور حوله قد انخفضت نتيجة للتسارع المدي وتزداد نتيجة للتباطؤ المدي.

## نظام الأرض والقمر

### اكتشاف تاريخ التسارع الدائري
إدموند هالي كان أول من اقترح في 1695, أن الحركة الظاهرية للقمر كانت على ما يبدو أسرع بالمقارنة مع ملاحظات الكسوف القديمة، لكنه لم يقدم أية بيانات. (لم يكن معلوما في وقت هالي أن ما يحدث في الواقع يشمل تباطؤ معدل دوران الأرض. فعند قياسها بالتوقيت الشمسي بدلا من الوقت الطبيعي يظهر التأثير كتسارع إيجابي .) في 1749 ريتشارد دونثورن أكد شكوك هالي بعد إعادة النظر في السجلات القديمة، وأنتج أول تقدير لحجم تأثير هذه الظاهرة: وقد توافقت قياساته بصورة كبيرة مع القيم التي حصلنا عليها لاحقا مثل قيم دي لالاند في عام 1786،  ويمكن مقارنتها مع القيم من 10«إلى تقريبا 13» والتي اشتقت بعد ذلك بقرن .
قدم بيير سيمون لابلاس في عام 1786 تحليلا نظريا لإعطاء أساس لحركة القمر الظاهرية والتي تتسارع استجابة للإضطراب والتغييرات في انحراف مدار الأرض حول الشمس. حسابات لابلاس الأولية تمثل كل التأثير، وهكذا يبدو أن ربط النظرية بدقة مع كل من الملاحظات الحديثة والقديمة .

مخطط لنظام الأرض والقمر يبين مدى ارتفاع المد والجزر والذي اندفع بسبب دوران الأرض. هذا الاندفاع يؤثر على القمر منتجا إمالة، معززا إياه بينما يبطئ دوران الأرض.

### تأثير جاذبية القمر
لأن كتلة القمر تعتبر جزء صغير مقارنة بكتلة الأرض (حوالي 1:81)، يمكن اعتبارهما كنظام كوكب مضاعف، بدلا من كوكب وقمر. مستوى مدار القمر حول الأرض يقع على مقربة من مدار الأرض حول الشمس (مسار الشمس)، بدلا من المستوى العمودي على محور دوران الأرض (خط الاستواء) كما هو الحال عادة مع الكواكب والأقمار التي تدور حولها. كتلة القمر كبيرة بشكل واضح، وهي قريبة بما فيه الكفاية لإنتاج المد في الأرض. ولا سيما مياه المحيطات التي تندفع بعيدا عن القمر. متوسط ارتفاع المد والجزر متزامن مع مدار القمر والأرض تدور تحت هذا المد المندفع لأكثر من يوم. ومع دوران الأرض وارتفاع المد والجزر تدفعها الأرض لتصبح مباشرة تحت القمر.
نتيجة هذه العملية، فإن متوسط اليوم الشمسي الذي اسميا يساوي 86,400 ثانية، هو أطول في الواقع عند قياسه بنظام الوحدات الدولية بواسطة الساعات الذرية المستقرة. الفرق الصغير يتراكم مع مرور الوقت، مما يؤدي إلى زيادة الفارق بين الساعة (التوقيت العالمي) من جهة، والذرية الوقت والتقويم الفلكي الوقت من ناحية أخرى: انظر ΔT. هذا أدى إلى إدخال القفزة الثانية في عام 1972  للتعويض عن الاختلافات في قواعد قياسية الوقت.
بالإضافة إلى تأثير المد والجزر بالمحيطات، هناك أيضا تسارع في المد والجزر بسبب انثناء في قشرة الأرض، ولكن هذا يمثل فقط حوالي 4% من التأثير الكلي عند التعبير بمصطلحات تبديد الحرارة.
عند تجاهل العوامل الأخرى فإن تسارع المد والجزر يستمر حتى تماثل المدة المدارية للأرض المدة المدارية للقمر. في ذلك الوقت، سيكون القمر في أعلى نقطة واحدة على الأرض. مثل هذا الوضع موجود بالفعل في نظام بلوتو–شارون. ومع ذلك، فإن تباطؤ دوران الأرض لا يحدث بسرعة كافية بالنسبة للدوران ليزداد شهرا : حوالي 2.1 مليار سنة من الآن، ستسبب الزيادة المستمرة من اشعاع الشمس تبخر مياه المحيطات , مزيلة الجزء الأكبر من تسارع واحتكاك المد والجزر. حتى من دون هذا فإن التباطؤ إلى يوم بمدة شهر لن يحدث قبل 4.5 مليار سنة من الآن عندما تكون الشمس ربما تطورت إلى عملاق أحمر ومن المحتمل أن تدمر كل من الأرض والقمر.

### الزخم الزاوي والطاقة
عزم دوران الجاذبية بين القمر وبين اندفاع المد والجزر في الأرض يسبب استمرار ارتفاع القمر إلى مدار أعلى قليلا ويسبب الأرض أن تكون أبطأ في دورانها. كما هو الحال في أي عملية فيزيائية داخل نظام معزول: إجمالي الطاقة والزخم الزاوي محفوظة. بفعالية يتم تحويل الطاقة والزخم الزاوي من دوران الأرض إلى الحركة المدارية للقمر (ومع ذلك، فإن معظم الطاقة المفقودة من الأرض يتم تحويلها إلى حرارة من خسائر الاحتكاك في المحيطات وتفاعلها مع الأرض الصلبة وطاقة قليلة يتم نقلها إلى القمر). يتحرك القمر بعيدا عن الأرض (+38.247±0.004 ملم/سنة)، ولذا فإن الطاقة الكامنة تزداد وتبقى في المدار، وطبقا لقانون كبلر الثالث فإن السرعة الزاوية تنقص في الواقع، ولذا فإن المد والجزر العامل على القمر فعليا يسبب تباطؤ زاوي، أي تسارع سلبي (-25.858±0.003 "/قرن2) من دورانه حول الأرض. السرعة الفعلية للقمر تقلل أيضا. وعلى الرغم من أن الطاقة الحركية تتناقص فإن طاقة الوضع تزداد بكمية كبيرة.

### الأدلة التاريخية
هذه الآلية تعمل منذ 4.5 مليار سنة منذ أن تشكلت المحيطات الأولى على الأرض. هناك أدلة جيولوجية وحفرية على أن الأرض كانت تدور أسرع وأن كان القمر كان أقرب إلى الأرض في الماضي البعيد. المد والجزر التناوبي هي طبقات من الرمل والطمي بالتناوب التي تترسب على السواحل من مصبات الأنهار والتي تمتلك موجات مد وجزر هائلة. يمكن العثور على دورات يومية وشهرية وفصلية في الترسبات. هذا السجل الجيولوجي يتفق مع هذه الشروط 620 مليون سنة مضت: اليوم كان 21.9±0.4 ساعات، وكانت هناك 13.1±0.1 شهر/سنة و400±7 يوما شمسيا في السنة. متوسط معدل التراجع للقمر بين ذلك الوقت والآن يبلغ 2.17±0.31 سم/سنة، وهي عبارة عن نصف المعدل الحالي.

### الوصف الكمي لحالة الأرض والقمر
حركة القمر يمكن اتباعها مع دقة بضعة سنتيمترات عن طريق الليزر القمري المتتبع (LLR). نبضات الليزر ترتد عن طريق المرايا المزروعة على سطح القمر خلال بعثات أبولو من 1969 إلى 1972 من قبل برنامج لوناخود في عام 1973. قياس وقت العودة للنبضة ينتج قياس مسافة دقيق جدا لقياس. هذه القياسات يتم تركيبها على معادلات الحركة. هذا ينتج قيم عددية للتباطؤ القمري، أي التسارع السلبي. من الفترة 1970-2012، كانت النتائج كما يلي:
-25.82±0.03 ثانية/قرن2 في الكسوف الطولي
+38.08±0.04 مم/سنة في المسافة بين الأرض والقمر
وهذا يتفق مع نتائج من الأقمار الصناعية الليزرية (SLR)، تقنية مماثلة تطبق على الأقمار الصناعية التي تدور حول الأرض، والتي تنتج نموذجا لمجال الجاذبية الأرضية، بما في ذلك من المد والجزر. النموذج يتوقع بدقة التغييرات في حركة القمر.
أخيرا فإن الملاحظات الشمسية القديمة للكسوف تعطي مواضع دقيقة إلى حد ما للقمر في تلك اللحظات. دراسة هذه الملاحظات تعطي نتائج تتفق مع القيمة المذكورة أعلاه.

## حالات أخرى من التسارع المديّ
معظم الأقمار الطبيعية للكواكب تمر بتسارع مديّ بدرجة معينة (عادة ما تكون صغيرة)، باستثناء فئتين من من الأجسام التي تمر بتباطؤ مديّ. في معظم الحالات، ومع ذلك، فإن التأثير صغير بما يكفي لدرجة أنه حتى بعد مليارات السنين فإن معظم الأقمار الصناعية لن تكون قد فقدت. التأثير الذي هو على الأرجح الأكثر وضوحا هو بالنسبة للمريخ وقمره الثاني ديموس، والذي قد يصبح كويكبا يمر بالأرض بعد أن يهرب من قبضة المريخ . التأثير أيضا ينشأ بين المكونات المختلفة في النجوم الثنائية.

## وصلات خارجية
- The Recession of the Moon and the Age of the Earth-Moon System
- Tidal Heating as Described by University of Washington Professor Toby Smith نسخة محفوظة 2 أغسطس 2010 على موقع واي باك مشين.